# Bisdom Potosí
Het bisdom Potosí (Latijn: Dioecesis Potosiensis in Bolivia) is een rooms-katholiek bisdom met als zetel Potosí, in Bolivia. Het bisdom is suffragaan aan het aartsbisdom Sucre. 

## Geschiedenis
Het bisdom werd opgericht op 11 november 1924, uit delen van het aartsbisdom Sucre.

## Parochies
Het bisdom had in 2021 een oppervlakte van 118.218 km2 en telde 848.400 inwoners waarvan 89,0% rooms-katholiek was.

## Bisschoppen
- Cleto Loayza Gumiel (13 november 1924 - 30 december 1968)
- Bernardo Leonardo Fey Schneider (30 december 1968 - 21 mei 1983; hulpbisschop sinds 9 juli 1952,  coadjutor sinds 28 juli 1956)
  - Bernardino Rivera Alvarez (hulpbisschop: 22 november 1976 - 25 april 2000)
- Edmundo Luis Flavio Abastoflor Montero (6 oktober 1984 - 31 juli 1996)
  - Toribio Sergio Porco Ticona (hulpbisschop: 5 april 1986 - 4 juni 1992)
- Walter Pérez Villamonte (7 maart 1998 - 25 november 2009)
- Ricardo Ernesto Centellas Guzmán (25 november 2009 - 11 februari 2020; hulpbisschop sinds 30 juni 2005)
- Nicolás Renán Aguilera Arroyo (28 oktober 2020 - heden)

## Galerij van afbeeldingen

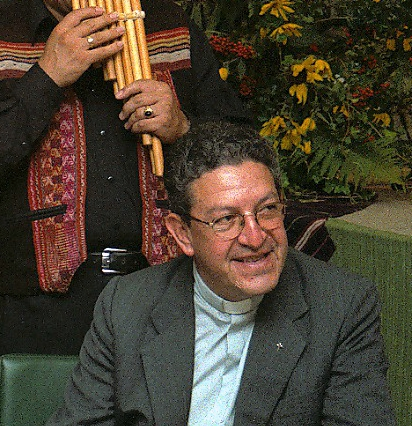
Bisschop Edmundo Luis Flavio Abastoflor Montero (1984-1996)
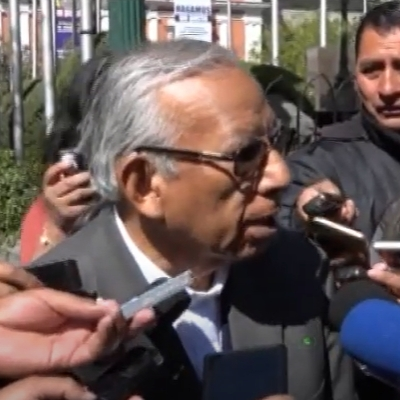
Hulpbisschop Toribio Sergio Porco Ticona (1986-1992)

Sucre (aartsbisdom) · Potosí · Tarija